# Mid-Season Invitational 2023
El Mid-Season Invitational 2023 o (abreviado como MSI 2023) será la octava edición del torneo internacional de mitad de temporada del videojuego multijugador League of Legends, organizado por el desarrollador del juego, Riot Games. El torneo se llevará a cabo del 2 al 21 de mayo en Londres, Reino Unido.

## Equipos invitados
Un total de 13 equipos participan en el torneo, invitados desde las siguientes regiones:
- China (LPL): 2 equipos
- Europa, Oriente Medio y África (LEC): 2 equipos
- América del Norte (LCS): 2 equipos
- Corea (LCK): 2 equipos
- PCS (Taiwán, Hong Kong, Macao y Sudeste Asiático): 1 equipo
- Vietnam (VCS): 1 equipo
- Brasil (CBLOL): 1 equipo
- Japón (LJL): 1 equipo
- América Latina (LLA): 1 equipo

### Equipos
| Región                             | Seed                         | Bombo                        | Equipo                       | ID                           | Vía de clasificación             |
| Clasificados al cuadro final       | Clasificados al cuadro final | Clasificados al cuadro final | Clasificados al cuadro final | Clasificados al cuadro final | Clasificados al cuadro final     |
| ---------------------------------- | ---------------------------- | ---------------------------- | ---------------------------- | ---------------------------- | -------------------------------- |
| Corea                              | 1                            | 1                            | Gen.G                        | GEN                          | Campeón de primavera             |
| Corea                              | 2                            | 3                            | T1                           | T1                           | Subcampeón de primavera          |
| China                              | 1                            | 1                            | JD Gaming                    | JDG                          | Campeón de primavera             |
| EMEA                               | 1                            | 2                            | MAD Lions                    | MAD                          | Campeón de primavera             |
| América del Norte                  | 1                            | 2                            | Cloud9                       | C9                           | Campeón de primavera             |
| MSI                                | Q                            | 3                            | Bilibili Gaming              | BLG                          | Ganador del grupo A              |
| MSI                                | Q                            | 3                            | G2 Esports                   | G2                           | Ganador del grupo B              |
| MSI                                | Q                            | 3                            | Golden Guardians             | GG                           | Ganador de la última oportunidad |
| Clasificados a la fase de apertura |                              |                              |                              |                              |                                  |
| China                              | 2                            | 1                            | Bilibili Gaming              | BLG                          | Subcampeón de primavera          |
| EMEA                               | 2                            | 1                            | G2 Esports                   | G2                           | Campeón de invierno              |
| América del Norte                  | 2                            | 2                            | Golden Guardians             | GG                           | Subcampeón de primavera          |
| PCS                                | 1                            | 2                            | PSG Talon                    | PSG                          | Campeón de primavera             |
| Vietnam                            | 1                            | 3                            | GAM Esports                  | GAM                          | Campeón de primavera             |
| Japón                              | 1                            | 3                            | DetonatioN FocusMe           | DFM                          | Campeón de primavera             |
| América Latina                     | 1                            | 4                            | Movistar R7                  | R7                           | Campeón de apertura              |
| Brasil                             | 1                            | 4                            | LOUD                         | LLL                          | Campeón del primer split         |

### Alineaciones
El jugador no disputó ninguna partida.
| Equipos                                                     | Jugadores                   | Jugadores                       | Jugadores                | Jugadores                 | Jugadores                          | Entrenador                        |
| Equipos                                                     | Superior                    | Jungla                          | Medio                    | Inferior                  | Apoyo                              | Entrenador                        |
| Corea (LCK)                                                 | Corea (LCK)                 | Corea (LCK)                     | Corea (LCK)              | Corea (LCK)               | Corea (LCK)                        | Corea (LCK)                       |
| ----------------------------------------------------------- | --------------------------- | ------------------------------- | ------------------------ | ------------------------- | ---------------------------------- | --------------------------------- |
| Gen.G                                                       | Doran (Choi Hyeon-jun)      | Peanut (Han Wang-ho)            | Chovy (Jung Ji-hun)      | Peyz (Kim Soo-hwan)       | Delight (Yu Hwan-jung)             | Score (Ko Dong-bin)               |
| T1                                                          | Zeus (Choi Woo-je)          | Oner (Mun Hyeon-jun)            | Faker (Lee Sang-hyeok)   | Gumayusi (Lee Min-hyeong) | Keria (Ryu Min-seok)               | Bengi (Bae Sung-woong)            |
| China (LPL)                                                 |                             |                                 |                          |                           |                                    |                                   |
| JD Gaming                                                   | 369 (Bai Jiahao)            | Kanavi (Seo Jin-hyeok)          | knight (Zhou Ding)       | Ruler (Park Jae-hyuk)     | Missing (Lou Yunfeng)              | Homme (Yoon Sung-young)           |
| Bilibili Gaming                                             | Bin (Chen Zebin)            | Xun (Peng Lixun)                | Yagao (Zeng Qi)          | Elk (Zhao Jiahao)         | ON (Luo Wenjun)                    | Tabe (Wong Pak Kan)               |
| Europa, Oriente Medio y África (LEC)                        |                             |                                 |                          |                           |                                    |                                   |
| MAD Lions                                                   | Chasy (Kim Dong-hyeon)      | Elyoya (Javier Prades Batalla)  | Nisqy (Yasin Dinçer)     | Carzzy (Matyáš Orság)     | Hylissang (Zdravets Galabov)       | Mac (James MacCormack)            |
| G2 Esports                                                  | Broken Blade (Sergen Çelik) | Yike (Martin Sundelin)          | Caps (Rasmus Winther)    | Hans Sama (Steven Liv)    | Mikyx (Mihael Mehle)               | Dylan Falco                       |
| América del Norte (LCS)                                     |                             |                                 |                          |                           |                                    |                                   |
| Cloud9                                                      | Fudge (Ibrahim Allami)      | Blaber (Robert Huang)           | EMENES (Jang Min-soo)    | Berserker (Kim Min-cheol) | Zven (Jesper Svenningsen)          | Mithy (Alfonso Aguirre Rodríguez) |
| Golden Guardians                                            | Licorice (Eric Ritchie)     | River (Kim Dong-woo)            | Gori (Kim Tae-woo)       | Stixxay (Trevor Hayes)    | huhi (Choi Jae-hyun)               | Spookz (Samuel Broadley)          |
| Taiwán, Hong Kong, Macao y Sudeste Asiático y Oceanía (PCS) |                             |                                 |                          |                           |                                    |                                   |
| PSG Talon                                                   | Azhi (Huang Shang-jhih)     | JunJia (Yu Chun-chia)           | ubao (Chen Chang-chu)    | Wako (Tsou Wei-yang)      | Woody (Lin Yu-en)                  | CorGi (Cheng Pin-lun)             |
| Vietnam (VCS)                                               |                             |                                 |                          |                           |                                    |                                   |
| GAM Esports                                                 | Kiaya (Trần Duy Sang)       | Levi (Đỗ Duy Khánh)             | Kati (Đặng Thanh Phê)    | Sty1e (Mai Hoàng Sơn)     | Zin (Nguyễn Tuấn Thọ)              | Hankay (Huỳnh Tấn Đạt)            |
| Japón (LJL)                                                 |                             |                                 |                          |                           |                                    |                                   |
| Detonation FocusMe                                          | tol2 (Haruki Shibata)       | Steal (Mun Geon-yeong)          | Aria (Lee Ga-eul)        | Yutapon (Yuta Sugiura)    | Harp (Lee Ji-yoong)                | Kazu (Kazuta Suzuki)              |
| Brasil (CBLOL)                                              |                             |                                 |                          |                           |                                    |                                   |
| LOUD                                                        | Robo (Leonardo Souza)       | Croc (Park Jong-hoon)           | tinowns (Thiago Sartori) | Route (Moon Geom-su)      | Ceos (Denilson Oliveira Gonçalves) | BeellzY (Lucas Spínola)           |
| América Latina (LLA)                                        |                             |                                 |                          |                           |                                    |                                   |
| Movistar R7                                                 | Bong (Cho Bo-woong)         | Oddie (Sebastián Niño Zavaleta) | Mireu (Jeong Jo-bin)     | Ceo (Lorenzo Tévez)       | Lyonz (Pedro Luis Peralta)         | Khynm (Cristian Alonso)           |

## Organización

### Sede
El torneo se llevará a cabo en una única sede:
| Londres          |
| Copper Box Arena |
| Capacidad: 7 500 |
|                  |

### Calendario
| FA UO | Fase de apertura Última oportunidad | FF F | Fase final Final (Final) |

| Mayo de 2023           | 2 Mar  | 3 Mié  | 4 Jue  | 5 Vie  | 6 Sáb  | 7 Dom  | 8 Lun | 9 Mar  | 10 Mié | 11 Jue | 12 Vie | 13 Sáb | 14 Dom | 15 Lun | 16 Mar | 17 Mié | 18 Jue | 19 Vie | 20 Sáb | 21 Dom |
| ---------------------- | ------ | ------ | ------ | ------ | ------ | ------ | ----- | ------ | ------ | ------ | ------ | ------ | ------ | ------ | ------ | ------ | ------ | ------ | ------ | ------ |
| Fase (n.º de partidos) | FA (2) | FA (2) | FA (2) | FA (2) | FA (2) | UO (1) |       | FF (1) | FF (1) | FF (1) | FF (1) | FF (2) | FF (2) |        | FF (1) | FF (1) | FF (1) | FF (1) | FF (1) | F (1)  |

### Co-streams
Por primera vez en la historia de las competiciones de League of Legends se ofreció la posibilidad de emitir en directo la competición a 30 streamers de diferentes regiones, además de ofrecer la misma posibilidad a todos los equipos clasificados al torneo. En habla hispana el único creador de contenido habilitado fue Ibai Llanos que emitirá algunos partidos en su propio canal en la platafora Twitch.

## Resultados
En esta edición el MSI renueva su formato, compuesto por dos fases de eliminación doble, la fase de apertura y el cuadro final.

### Fase de apertura
La fase de apertura consistirá en dos grupos de cuatro equipos que se enfrentarán siguiendo un formato de eliminación doble (o formato GSL). De cada grupo, el primer clasificado avanzará directamente al evento principal, mientras que el segundo clasificado accederá al enfrentamiento de última oportunidad.
Los enfrentamientos serán al mejor de 3 partidas a excepción del enfrentamiento de última oportunidad que se disputará al mejor de 5 partidas.

#### Grupo A
|  | Ronda 1          | Ronda 1 |                  |                 | Ronda de clasificación | Ronda de clasificación |  |
|  |                  |         |                  |                 |                        |                        |  |
|  |                  |         |                  |                 |                        |                        |  |
|  | Bilibili Gaming  | 2       |                  |                 |                        |                        |  |
|  | Bilibili Gaming  | 2       |                  |                 |                        |                        |  |
|  | Movistar R7      | 0       |                  |                 |                        |                        |  |
|  | Movistar R7      | 0       |                  | Bilibili Gaming | 2                      |                        |  |
|  |                  |         |                  | Bilibili Gaming | 2                      |                        |  |
|  |                  |         | Golden Guardians | 1               |                        |                        |  |
|  | Golden Guardians | 2       | Golden Guardians | 1               |                        |                        |  |
|  | Golden Guardians | 2       |                  |                 |                        |                        |  |
|  | GAM Esports      | 0       |                  |                 |                        |                        |  |
|  | GAM Esports      | 0       |                  |                 |                        |                        |  |
|  |                  |         |                  |                 |                        |                        |  |

|  | Ronda 1 de eliminación | Ronda 1 de eliminación |             |   | Ronda 2 de eliminación | Ronda 2 de eliminación |  |
|  |                        |                        |             |   |                        |                        |  |
|  |                        |                        |             |   |                        |                        |  |
|  |                        |                        |             |   |                        |                        |  |
|  |                        |                        |             |   |                        |                        |  |
|  |                        |                        |             |   |                        |                        |  |
|  |                        | Golden Guardians       | 2           |   |                        |                        |  |
|  |                        |                        | 2           |   |                        |                        |  |
|  |                        |                        | Movistar R7 | 0 |                        |                        |  |
|  | Movistar R7            | 2                      | Movistar R7 | 0 |                        |                        |  |
|  | Movistar R7            | 2                      |             |   |                        |                        |  |
|  | GAM Esports            | 1                      |             |   |                        |                        |  |
|  | GAM Esports            | 1                      |             |   |                        |                        |  |
|  |                        |                        |             |   |                        |                        |  |

##### Ronda 1
| Equipo          | Resultado |
| --------------- | --------- |
| Bilibili Gaming | 2         |
| Movistar R7     | 0         |

| Fecha  | Partido | Lado azul | Resultado | Resultado | Lado rojo |
| ------ | ------- | --------- | --------- | --------- | --------- |
| 3 may. | 1       | BLG       | V         | D         | R7        |
| 3 may. | 2       | BLG       | V         | D         | R7        |
| 3 may. | 3       | —         | —         | —         | —         |

| Equipo           | Resultado |
| ---------------- | --------- |
| Golden Guardians | 2         |
| GAM Esports      | 0         |

| Fecha  | Partido | Lado azul | Resultado | Resultado | Lado rojo |
| ------ | ------- | --------- | --------- | --------- | --------- |
| 3 may. | 1       | GG        | V         | D         | GAM       |
| 3 may. | 2       | GAM       | D         | V         | GG        |
| 3 may. | 3       | —         | —         | —         | —         |

##### Ronda de clasificación
| Equipo           | Resultado |
| ---------------- | --------- |
| Bilibili Gaming  | 2         |
| Golden Guardians | 1         |

| Fecha  | Partido | Lado azul | Resultado | Resultado | Lado rojo |
| ------ | ------- | --------- | --------- | --------- | --------- |
| 4 may. | 1       | BLG       | V         | D         | GG        |
| 4 may. | 2       | BLG       | D         | V         | GG        |
| 4 may. | 3       | BLG       | V         | D         | GG        |

##### Ronda 1 de eliminación
| Equipo      | Resultado |
| ----------- | --------- |
| Movistar R7 | 2         |
| GAM Esports | 1         |

| Fecha  | Partido | Lado azul | Resultado | Resultado | Lado rojo |
| ------ | ------- | --------- | --------- | --------- | --------- |
| 5 may. | 1       | GAM       | D         | V         | R7        |
| 5 may. | 2       | GAM       | V         | D         | R7        |
| 5 may. | 3       | GAM       | D         | V         | R7        |

##### Ronda 2 de eliminación
| Equipo           | Resultado |
| ---------------- | --------- |
| Golden Guardians | 2         |
| Movistar R7      | 0         |

| Fecha  | Partido | Lado azul | Resultado | Resultado | Lado rojo |
| ------ | ------- | --------- | --------- | --------- | --------- |
| 6 may. | 1       | GG        | V         | D         | R7        |
| 6 may. | 2       | GG        | V         | D         | R7        |
| 6 may. | 3       | —         | —         | —         | —         |

#### Grupo B
|  | Ronda 1            | Ronda 1 |           |            | Ronda de clasificación | Ronda de clasificación |  |
|  |                    |         |           |            |                        |                        |  |
|  |                    |         |           |            |                        |                        |  |
|  | G2 Esports         | 2       |           |            |                        |                        |  |
|  | G2 Esports         | 2       |           |            |                        |                        |  |
|  | LOUD               | 0       |           |            |                        |                        |  |
|  | LOUD               | 0       |           | G2 Esports | 2                      |                        |  |
|  |                    |         |           | G2 Esports | 2                      |                        |  |
|  |                    |         | PSG Talon | 0          |                        |                        |  |
|  | PSG Talon          | 2       | PSG Talon | 0          |                        |                        |  |
|  | PSG Talon          | 2       |           |            |                        |                        |  |
|  | DetonatioN FocusMe | 0       |           |            |                        |                        |  |
|  | DetonatioN FocusMe | 0       |           |            |                        |                        |  |
|  |                    |         |           |            |                        |                        |  |

|  | Ronda 1 de eliminación | Ronda 1 de eliminación |      |   | Ronda 2 de eliminación | Ronda 2 de eliminación |  |
|  |                        |                        |      |   |                        |                        |  |
|  |                        |                        |      |   |                        |                        |  |
|  |                        |                        |      |   |                        |                        |  |
|  |                        |                        |      |   |                        |                        |  |
|  |                        |                        |      |   |                        |                        |  |
|  |                        | PSG Talon              | 2    |   |                        |                        |  |
|  |                        |                        | 2    |   |                        |                        |  |
|  |                        |                        | LOUD | 0 |                        |                        |  |
|  | LOUD                   | 2                      | LOUD | 0 |                        |                        |  |
|  | LOUD                   | 2                      |      |   |                        |                        |  |
|  | DetonatioN FocusMe     | 0                      |      |   |                        |                        |  |
|  | DetonatioN FocusMe     | 0                      |      |   |                        |                        |  |
|  |                        |                        |      |   |                        |                        |  |

##### Ronda 1
| Equipo             | Resultado |
| ------------------ | --------- |
| PSG Talon          | 2         |
| DetonatioN FocusMe | 0         |

| Fecha  | Partido | Lado azul | Resultado | Resultado | Lado rojo |
| ------ | ------- | --------- | --------- | --------- | --------- |
| 2 may. | 1       | PSG       | V         | D         | DFM       |
| 2 may. | 2       | DFM       | D         | V         | PSG       |
| 2 may. | 3       | —         | —         | —         | —         |

| Equipo     | Resultado |
| ---------- | --------- |
| G2 Esports | 2         |
| LOUD       | 0         |

| Fecha  | Partido | Lado azul | Resultado | Resultado | Lado rojo |
| ------ | ------- | --------- | --------- | --------- | --------- |
| 2 may. | 1       | G2        | V         | D         | LLL       |
| 2 may. | 2       | G2        | V         | D         | LLL       |
| 2 may. | 3       | —         | —         | —         | —         |

##### Ronda de clasificación
| Equipo     | Resultado |
| ---------- | --------- |
| G2 Esports | 2         |
| PSG Talon  | 0         |

| Fecha  | Partido | Lado azul | Resultado | Resultado | Lado rojo |
| ------ | ------- | --------- | --------- | --------- | --------- |
| 4 may. | 1       | G2        | V         | D         | PSG       |
| 4 may. | 2       | PSG       | D         | V         | G2        |
| 4 may. | 3       | —         | —         | —         | —         |

##### Ronda 1 de eliminación
| Equipo             | Resultado |
| ------------------ | --------- |
| LOUD               | 2         |
| DetonatioN FocusMe | 0         |

| Fecha  | Partido | Lado azul | Resultado | Resultado | Lado rojo |
| ------ | ------- | --------- | --------- | --------- | --------- |
| 5 may. | 1       | LLL       | V         | D         | DFM       |
| 5 may. | 2       | DFM       | D         | V         | LLL       |
| 5 may. | 3       | —         | —         | —         | —         |

##### Ronda 2 de eliminación
| Equipo    | Resultado |
| --------- | --------- |
| PSG Talon | 2         |
| LOUD      | 0         |

| Fecha  | Partido | Lado azul | Resultado | Resultado | Lado rojo |
| ------ | ------- | --------- | --------- | --------- | --------- |
| 6 may. | 1       | PSG       | V         | D         | LLL       |
| 6 may. | 2       | LLL       | D         | V         | PSG       |
| 6 may. | 3       | —         | —         | —         | —         |

#### Última oportunidad
| Equipo           | Resultado |
| ---------------- | --------- |
| Golden Guardians | 3         |
| PSG Talon        | 0         |

| Fecha  | Partido | Lado azul | Resultado | Resultado | Lado rojo |
| ------ | ------- | --------- | --------- | --------- | --------- |
| 7 may. | 1       | GG        | V         | D         | PSG       |
| 7 may. | 2       | PSG       | D         | V         | GG        |
| 7 may. | 3       | PSG       | D         | V         | GG        |
| 7 may. | 4       | —         | —         | —         | —         |
| 7 may. | 5       | —         | —         | —         | —         |

### Fase final
La fase final consistirá en un cuadro de ocho equipos que se enfrentarán siguiendo un formato de eliminación doble que se disputará al mejor de 5 partidas.
|  | Octavos de final de cuadro | Octavos de final de cuadro |                  |   | Cuartos de final de cuadro | Cuartos de final de cuadro |   |                 | Semifinales de cuadro | Semifinales de cuadro |   |  | Finales de cuadro | Finales de cuadro |   |  | Final | Final |  |
|  |                            |                            |                  |   |                            |                            |   |                 |                       |                       |   |  |                   |                   |   |  |       |       |  |
|  |                            |                            |                  |   |                            |                            |   |                 |                       |                       |   |  |                   |                   |   |  |       |       |  |
|  |                            |                            |                  |   |                            |                            |   |                 |                       |                       |   |  |                   |                   |   |  |       |       |  |
|  |                            |                            |                  |   |                            |                            |   |                 |                       |                       |   |  |                   |                   |   |  |       |       |  |
|  |                            |                            |                  |   |                            |                            |   |                 |                       |                       |   |  |                   |                   |   |  |       |       |  |
|  |                            | Gen.G                      | 3                |   |                            |                            |   |                 |                       |                       |   |  |                   |                   |   |  |       |       |  |
|  |                            |                            | 3                |   |                            |                            |   |                 |                       |                       |   |  |                   |                   |   |  |       |       |  |
|  |                            |                            | G2 Esports       | 1 |                            |                            |   |                 |                       |                       |   |  |                   |                   |   |  |       |       |  |
|  |                            |                            | G2 Esports       | 1 |                            |                            |   |                 |                       |                       |   |  |                   |                   |   |  |       |       |  |
|  |                            |                            |                  |   |                            |                            |   |                 |                       |                       |   |  |                   |                   |   |  |       |       |  |
|  |                            |                            |                  |   |                            |                            |   |                 |                       |                       |   |  |                   |                   |   |  |       |       |  |
|  |                            |                            |                  |   |                            | Gen.G                      | 2 |                 |                       |                       |   |  |                   |                   |   |  |       |       |  |
|  |                            |                            |                  |   |                            |                            | 2 |                 |                       |                       |   |  |                   |                   |   |  |       |       |  |
|  |                            |                            | T1               | 3 |                            |                            |   |                 |                       |                       |   |  |                   |                   |   |  |       |       |  |
|  |                            |                            | T1               | 3 |                            |                            |   |                 |                       |                       |   |  |                   |                   |   |  |       |       |  |
|  |                            |                            |                  |   |                            |                            |   |                 |                       |                       |   |  |                   |                   |   |  |       |       |  |
|  |                            |                            |                  |   |                            |                            |   |                 |                       |                       |   |  |                   |                   |   |  |       |       |  |
|  |                            | MAD Lions                  | 0                |   |                            |                            |   |                 |                       |                       |   |  |                   |                   |   |  |       |       |  |
|  |                            |                            | 0                |   |                            |                            |   |                 |                       |                       |   |  |                   |                   |   |  |       |       |  |
|  |                            |                            | T1               | 3 |                            |                            |   |                 |                       |                       |   |  |                   |                   |   |  |       |       |  |
|  |                            |                            | T1               | 3 |                            |                            |   |                 |                       |                       |   |  |                   |                   |   |  |       |       |  |
|  |                            |                            |                  |   |                            |                            |   |                 |                       |                       |   |  |                   |                   |   |  |       |       |  |
|  |                            |                            |                  |   |                            |                            |   |                 |                       |                       |   |  |                   |                   |   |  |       |       |  |
|  |                            |                            |                  |   |                            |                            |   |                 |                       | T1                    | 2 |  |                   |                   |   |  |       |       |  |
|  |                            |                            |                  |   |                            |                            |   |                 |                       |                       | 2 |  |                   |                   |   |  |       |       |  |
|  |                            |                            | JD Gaming        | 3 |                            |                            |   |                 |                       |                       |   |  |                   |                   |   |  |       |       |  |
|  |                            |                            | JD Gaming        | 3 |                            |                            |   |                 |                       |                       |   |  |                   |                   |   |  |       |       |  |
|  |                            |                            |                  |   |                            |                            |   |                 |                       |                       |   |  |                   |                   |   |  |       |       |  |
|  |                            |                            |                  |   |                            |                            |   |                 |                       |                       |   |  |                   |                   |   |  |       |       |  |
|  |                            | Cloud9                     | 0                |   |                            |                            |   |                 |                       |                       |   |  |                   |                   |   |  |       |       |  |
|  |                            |                            | 0                |   |                            |                            |   |                 |                       |                       |   |  |                   |                   |   |  |       |       |  |
|  |                            |                            | Bilibili Gaming  | 3 |                            |                            |   |                 |                       |                       |   |  |                   |                   |   |  |       |       |  |
|  |                            |                            | Bilibili Gaming  | 3 |                            |                            |   |                 |                       |                       |   |  |                   |                   |   |  |       |       |  |
|  |                            |                            |                  |   |                            |                            |   |                 |                       |                       |   |  |                   |                   |   |  |       |       |  |
|  |                            |                            |                  |   |                            |                            |   |                 |                       |                       |   |  |                   |                   |   |  |       |       |  |
|  |                            |                            |                  |   |                            | Bilibili Gaming            | 0 |                 |                       |                       |   |  |                   |                   |   |  |       |       |  |
|  |                            |                            |                  |   |                            |                            | 0 |                 |                       |                       |   |  |                   |                   |   |  |       |       |  |
|  |                            |                            | JD Gaming        | 3 |                            |                            |   |                 |                       |                       |   |  |                   |                   |   |  |       |       |  |
|  |                            |                            | JD Gaming        | 3 |                            |                            |   |                 |                       |                       |   |  |                   |                   |   |  |       |       |  |
|  |                            |                            |                  |   |                            |                            |   |                 |                       |                       |   |  |                   |                   |   |  |       |       |  |
|  |                            |                            |                  |   |                            |                            |   |                 |                       |                       |   |  |                   |                   |   |  |       |       |  |
|  |                            | JD Gaming                  | 3                |   |                            |                            |   |                 |                       |                       |   |  |                   |                   |   |  |       |       |  |
|  |                            |                            | 3                |   |                            |                            |   |                 |                       |                       |   |  |                   |                   |   |  |       |       |  |
|  |                            |                            | Golden Guardians | 0 |                            |                            |   |                 |                       |                       |   |  |                   |                   |   |  |       |       |  |
|  |                            |                            | Golden Guardians | 0 |                            |                            |   |                 |                       |                       |   |  |                   |                   |   |  |       |       |  |
|  |                            |                            |                  |   |                            |                            |   |                 |                       |                       |   |  |                   |                   |   |  |       |       |  |
|  |                            |                            |                  |   |                            |                            |   |                 |                       |                       |   |  |                   |                   |   |  |       |       |  |
|  |                            |                            |                  |   |                            |                            |   |                 |                       |                       |   |  |                   | JD Gaming         | 2 |  |       |       |  |
|  |                            |                            |                  |   |                            |                            |   |                 |                       |                       |   |  |                   |                   | 2 |  |       |       |  |
|  |                            |                            | Bilibili Gaming  | 1 |                            |                            |   |                 |                       |                       |   |  |                   |                   |   |  |       |       |  |
|  |                            |                            | Bilibili Gaming  | 1 |                            |                            |   |                 |                       |                       |   |  |                   |                   |   |  |       |       |  |
|  |                            |                            |                  |   |                            |                            |   |                 |                       |                       |   |  |                   |                   |   |  |       |       |  |
|  |                            |                            |                  |   |                            |                            |   |                 |                       |                       |   |  |                   |                   |   |  |       |       |  |
|  |                            |                            |                  |   |                            |                            |   |                 |                       |                       |   |  |                   |                   |   |  |       |       |  |
|  |                            |                            |                  |   |                            |                            |   |                 |                       |                       |   |  |                   |                   |   |  |       |       |  |
|  |                            |                            |                  |   |                            |                            |   |                 |                       |                       |   |  |                   |                   |   |  |       |       |  |
|  |                            |                            |                  |   |                            |                            |   |                 |                       |                       |   |  |                   |                   |   |  |       |       |  |
|  |                            |                            |                  |   |                            |                            |   |                 |                       |                       |   |  |                   |                   |   |  |       |       |  |
|  |                            |                            |                  |   |                            |                            |   |                 |                       |                       |   |  |                   |                   |   |  |       |       |  |
|  |                            |                            |                  |   |                            |                            |   |                 |                       |                       |   |  |                   |                   |   |  |       |       |  |
|  |                            |                            |                  |   |                            |                            |   |                 |                       |                       |   |  |                   |                   |   |  |       |       |  |
|  |                            |                            |                  |   |                            |                            |   |                 |                       |                       |   |  |                   |                   |   |  |       |       |  |
|  |                            |                            |                  |   |                            |                            |   |                 |                       |                       |   |  |                   |                   |   |  |       |       |  |
|  |                            |                            |                  |   |                            |                            |   |                 |                       |                       |   |  |                   |                   |   |  |       |       |  |
|  |                            |                            |                  |   |                            |                            |   |                 |                       |                       |   |  |                   |                   |   |  |       |       |  |
|  |                            |                            |                  |   |                            |                            |   |                 |                       |                       |   |  |                   |                   |   |  |       |       |  |
|  |                            |                            |                  |   |                            |                            |   |                 |                       |                       |   |  |                   |                   |   |  |       |       |  |
|  |                            |                            |                  |   |                            |                            |   |                 |                       |                       |   |  |                   |                   |   |  |       |       |  |
|  |                            |                            |                  |   |                            |                            |   |                 |                       |                       |   |  |                   |                   |   |  |       |       |  |
|  |                            |                            |                  |   |                            |                            |   |                 |                       |                       |   |  |                   |                   |   |  |       |       |  |
|  |                            |                            |                  |   |                            |                            |   |                 |                       |                       |   |  |                   |                   |   |  |       |       |  |
|  |                            |                            |                  |   |                            |                            |   |                 |                       | T1                    | 1 |  |                   |                   |   |  |       |       |  |
|  |                            |                            |                  |   |                            |                            |   |                 |                       |                       | 1 |  |                   |                   |   |  |       |       |  |
|  |                            |                            | Bilibili Gaming  | 3 |                            |                            |   |                 |                       |                       |   |  |                   |                   |   |  |       |       |  |
|  |                            |                            | Bilibili Gaming  | 3 |                            |                            |   |                 |                       |                       |   |  |                   |                   |   |  |       |       |  |
|  |                            |                            |                  |   |                            |                            |   |                 |                       |                       |   |  |                   |                   |   |  |       |       |  |
|  |                            |                            |                  |   |                            |                            |   |                 |                       |                       |   |  |                   |                   |   |  |       |       |  |
|  |                            | Bilibili Gaming            | 3                |   |                            |                            |   |                 |                       |                       |   |  |                   |                   |   |  |       |       |  |
|  |                            |                            | 3                |   |                            |                            |   |                 |                       |                       |   |  |                   |                   |   |  |       |       |  |
|  |                            |                            | G2 Esports       | 1 |                            |                            |   |                 |                       |                       |   |  |                   |                   |   |  |       |       |  |
|  | G2 Esports                 | 3                          | G2 Esports       | 1 |                            |                            |   |                 |                       |                       |   |  |                   |                   |   |  |       |       |  |
|  | G2 Esports                 | 3                          |                  |   |                            |                            |   |                 |                       |                       |   |  |                   |                   |   |  |       |       |  |
|  | MAD Lions                  | 0                          |                  |   |                            |                            |   |                 |                       |                       |   |  |                   |                   |   |  |       |       |  |
|  | MAD Lions                  | 0                          |                  |   |                            |                            |   | Bilibili Gaming | 3                     |                       |   |  |                   |                   |   |  |       |       |  |
|  |                            |                            |                  |   |                            |                            |   | Bilibili Gaming | 3                     |                       |   |  |                   |                   |   |  |       |       |  |
|  |                            |                            | Gen.G            | 0 |                            |                            |   |                 |                       |                       |   |  |                   |                   |   |  |       |       |  |
|  |                            |                            | Gen.G            | 0 |                            |                            |   |                 |                       |                       |   |  |                   |                   |   |  |       |       |  |
|  |                            |                            |                  |   |                            |                            |   |                 |                       |                       |   |  |                   |                   |   |  |       |       |  |
|  |                            |                            |                  |   |                            |                            |   |                 |                       |                       |   |  |                   |                   |   |  |       |       |  |
|  |                            | Gen.G                      | 3                |   |                            |                            |   |                 |                       |                       |   |  |                   |                   |   |  |       |       |  |
|  |                            |                            | 3                |   |                            |                            |   |                 |                       |                       |   |  |                   |                   |   |  |       |       |  |
|  |                            |                            | Cloud9           | 0 |                            |                            |   |                 |                       |                       |   |  |                   |                   |   |  |       |       |  |
|  | Cloud9                     | 3                          | Cloud9           | 0 |                            |                            |   |                 |                       |                       |   |  |                   |                   |   |  |       |       |  |
|  | Cloud9                     | 3                          |                  |   |                            |                            |   |                 |                       |                       |   |  |                   |                   |   |  |       |       |  |
|  | Golden Guardians           | 1                          |                  |   |                            |                            |   |                 |                       |                       |   |  |                   |                   |   |  |       |       |  |
|  | Golden Guardians           | 1                          |                  |   |                            |                            |   |                 |                       |                       |   |  |                   |                   |   |  |       |       |  |
|  |                            |                            |                  |   |                            |                            |   |                 |                       |                       |   |  |                   |                   |   |  |       |       |  |

#### Cuadro de ganadores

##### Cuartos de final
| Equipo     | Resultado |
| ---------- | --------- |
| Gen.G      | 3         |
| G2 Esports | 1         |

| Fecha  | Partido | Lado azul | Resultado | Resultado | Lado rojo |
| ------ | ------- | --------- | --------- | --------- | --------- |
| 9 may. | 1       | GEN       | V         | D         | G2        |
| 9 may. | 2       | G2        | D         | V         | GEN       |
| 9 may. | 3       | G2        | V         | D         | GEN       |
| 9 may. | 4       | GEN       | V         | D         | G2        |
| 9 may. | 5       | —         | —         | —         | —         |

| Equipo    | Resultado |
| --------- | --------- |
| MAD Lions | 0         |
| T1        | 3         |

| Fecha   | Partido | Lado azul | Resultado | Resultado | Lado rojo |
| ------- | ------- | --------- | --------- | --------- | --------- |
| 10 may. | 1       | MAD       | D         | V         | T1        |
| 10 may. | 2       | MAD       | D         | V         | T1        |
| 10 may. | 3       | MAD       | D         | V         | T1        |
| 10 may. | 4       | —         | —         | —         | —         |
| 10 may. | 5       | —         | —         | —         | —         |

| Equipo          | Resultado |
| --------------- | --------- |
| Cloud9          | 0         |
| Bilibili Gaming | 3         |

| Fecha   | Partido | Lado azul | Resultado | Resultado | Lado rojo |
| ------- | ------- | --------- | --------- | --------- | --------- |
| 11 may. | 1       | C9        | D         | V         | BLG       |
| 11 may. | 2       | C9        | D         | V         | BLG       |
| 11 may. | 3       | BLG       | V         | D         | C9        |
| 11 may. | 4       | —         | —         | —         | —         |
| 11 may. | 5       | —         | —         | —         | —         |

| Equipo           | Resultado |
| ---------------- | --------- |
| JD Gaming        | 3         |
| Golden Guardians | 0         |

| Fecha   | Partido | Lado azul | Resultado | Resultado | Lado rojo |
| ------- | ------- | --------- | --------- | --------- | --------- |
| 12 may. | 1       | JDG       | V         | D         | GG        |
| 12 may. | 2       | GG        | D         | V         | JDG       |
| 12 may. | 3       | GG        | D         | V         | JDG       |
| 12 may. | 4       | —         | —         | —         | —         |
| 12 may. | 5       | —         | —         | —         | —         |

##### Semifinales
| Equipo | Resultado |
| ------ | --------- |
| Gen.G  | 2         |
| T1     | 3         |

| Fecha   | Partido | Lado azul | Resultado | Resultado | Lado rojo |
| ------- | ------- | --------- | --------- | --------- | --------- |
| 13 may. | 1       | GEN       | D         | V         | T1        |
| 13 may. | 2       | GEN       | D         | V         | T1        |
| 13 may. | 3       | T1        | D         | V         | GEN       |
| 13 may. | 4       | GEN       | V         | D         | T1        |
| 13 may. | 5       | T1        | V         | D         | GEN       |

| Equipo          | Resultado |
| --------------- | --------- |
| Bilibili Gaming | 0         |
| JD Gaming       | 3         |

| Fecha   | Partido | Lado azul | Resultado | Resultado | Lado rojo |
| ------- | ------- | --------- | --------- | --------- | --------- |
| 14 may. | 1       | JDG       | V         | D         | BLG       |
| 14 may. | 2       | BLG       | D         | V         | JDG       |
| 14 may. | 3       | BLG       | D         | V         | JDG       |
| 14 may. | 4       | —         | —         | —         | —         |
| 14 may. | 5       | —         | —         | —         | —         |

##### Final
| Equipo    | Resultado |
| --------- | --------- |
| T1        | 2         |
| JD Gaming | 3         |

| Fecha   | Partido | Lado azul | Resultado | Resultado | Lado rojo |
| ------- | ------- | --------- | --------- | --------- | --------- |
| 18 may. | 1       | JDG       | V         | D         | T1        |
| 18 may. | 2       | T1        | V         | D         | JDG       |
| 18 may. | 3       | JDG       | D         | V         | T1        |
| 18 may. | 4       | JDG       | V         | D         | T1        |
| 18 may. | 5       | T1        | D         | V         | JDG       |

#### Cuadro de perdedores

##### Octavos de final
| Equipo     | Resultado |
| ---------- | --------- |
| G2 Esports | 3         |
| MAD Lions  | 0         |

| Fecha   | Partido | Lado azul | Resultado | Resultado | Lado rojo |
| ------- | ------- | --------- | --------- | --------- | --------- |
| 13 may. | 1       | MAD       | D         | V         | G2        |
| 13 may. | 2       | G2        | V         | D         | MAD       |
| 13 may. | 3       | G2        | V         | D         | MAD       |
| 13 may. | 4       | —         | —         | —         | —         |
| 13 may. | 5       | —         | —         | —         | —         |

| Equipo           | Resultado |
| ---------------- | --------- |
| Cloud9           | 3         |
| Golden Guardians | 1         |

| Fecha   | Partido | Lado azul | Resultado | Resultado | Lado rojo |
| ------- | ------- | --------- | --------- | --------- | --------- |
| 14 may. | 1       | GG        | D         | V         | C9        |
| 14 may. | 2       | C9        | V         | D         | GG        |
| 14 may. | 3       | C9        | D         | V         | GG        |
| 14 may. | 4       | C9        | V         | D         | GG        |
| 14 may. | 5       | —         | —         | —         | —         |

##### Cuartos de final
| Equipo          | Resultado |
| --------------- | --------- |
| Bilibili Gaming | 3         |
| G2 Esports      | 1         |

| Fecha   | Partido | Lado azul | Resultado | Resultado | Lado rojo |
| ------- | ------- | --------- | --------- | --------- | --------- |
| 16 may. | 1       | G2        | D         | V         | BLG       |
| 16 may. | 2       | G2        | V         | D         | BLG       |
| 16 may. | 3       | G2        | D         | V         | BLG       |
| 16 may. | 4       | G2        | D         | V         | BLG       |
| 16 may. | 5       | —         | —         | —         | —         |

| Equipo | Resultado |
| ------ | --------- |
| Gen.G  | 3         |
| Cloud9 | 1         |

| Fecha   | Partido | Lado azul | Resultado | Resultado | Lado rojo |
| ------- | ------- | --------- | --------- | --------- | --------- |
| 17 may. | 1       | GEN       | V         | D         | C9        |
| 17 may. | 2       | C9        | D         | V         | GEN       |
| 17 may. | 3       | C9        | D         | V         | GEN       |
| 17 may. | 4       | —         | —         | —         | —         |
| 17 may. | 5       | —         | —         | —         | —         |

##### Semifinal
| Equipo          | Resultado |
| --------------- | --------- |
| Bilibili Gaming | 3         |
| Gen.G           | 0         |

| Fecha   | Partido | Lado azul | Resultado | Resultado | Lado rojo |
| ------- | ------- | --------- | --------- | --------- | --------- |
| 19 may. | 1       | BLG       | V         | D         | GEN       |
| 19 may. | 2       | GEN       | D         | V         | BLG       |
| 19 may. | 3       | GEN       | D         | V         | BLG       |
| 19 may. | 4       | —         | —         | —         | —         |
| 19 may. | 5       | —         | —         | —         | —         |

##### Final
| Equipo          | Resultado |
| --------------- | --------- |
| T1              | 1         |
| Bilibili Gaming | 3         |

| Fecha   | Partido | Lado azul | Resultado | Resultado | Lado rojo |
| ------- | ------- | --------- | --------- | --------- | --------- |
| 20 may. | 1       | BLG       | V         | D         | T1        |
| 20 may. | 2       | T1        | D         | V         | BLG       |
| 20 may. | 3       | T1        | V         | D         | BLG       |
| 20 may. | 4       | BLG       | V         | D         | T1        |
| 20 may. | 5       | —         | —         | —         | —         |

#### Final
| Equipo          | Resultado |
| --------------- | --------- |
| JD Gaming       | 3         |
| Bilibili Gaming | 1         |

| Fecha   | Partido | Lado azul | Resultado | Resultado | Lado rojo |
| ------- | ------- | --------- | --------- | --------- | --------- |
| 21 may. | 1       | JDG       | V         | D         | BLG       |
| 21 may. | 2       | BLG       | V         | D         | JDG       |
| 21 may. | 3       | JDG       | V         | D         | BLG       |
| 21 may. | 4       | BLG       | D         | V         | JDG       |
| 21 may. | 5       | —         | —         | —         | —         |

## Clasificación final
| Pos.        | Región                                | Liga  | Equipo             | Premio (%) | Premio (USD) |
| ----------- | ------------------------------------- | ----- | ------------------ | ---------- | ------------ |
| 1.º         | Bandera de la República Popular China | LPL   | JD Gaming          | 20%        | 50 000 $     |
| 2.º         | Bandera de la República Popular China | LPL   | Bilibili Gaming    | 15%        | 37 500 $     |
| 3.º         | Bandera de Corea del Sur              | LCK   | T1                 | 12%        | 30 000 $     |
| 4.º         | Bandera de Corea del Sur              | LCK   | Gen.G              | 10%        | 25 000 $     |
| 5.º - 6.º   |                                       | LEC   | G2 Esports         | 8%         | 20 000 $     |
| 5.º - 6.º   |                                       | LCS   | Cloud9             | 8%         | 20 000 $     |
| 7.º - 8.º   |                                       | LEC   | MAD Lions          | 6%         | 15 000 $     |
| 7.º - 8.º   |                                       | LCS   | Golden Guardians   | 6%         | 15 000 $     |
| 9.º         |                                       | PCS   | PSG Talon          | 5%         | 12 500 $     |
| 10.º - 11.º |                                       | LLA   | Movistar R7        | 3%         | 7 500 $      |
| 10.º - 11.º | Bandera de Brasil                     | CBLOL | LOUD               | 3%         | 7 500 $      |
| 12.º - 13.º | Bandera de Vietnam                    | VCS   | GAM Esports        | 3%         | 7 500 $      |
| 12.º - 13.º | Bandera de Japón                      | LJL   | DetonatioN FocusMe | 3%         | 7 500 $      |